# 2022年賴索托大選
賴索托於2022年10月7日舉行大選，共選舉120席國民議會（下議院）議員。繁荣革命在选举中获得了56个国民议会席位，随后萨姆·马特凯恩被任命为新一任首相。